# Kup na Makedonija 2020-2021
La Coppa di Macedonia del Nord 2020-2021 (in macedone Куп на Македонија, Kup na Makedonija) è stata la ventinovesima edizione del torneo, iniziata il 22 settembre 2020 e terminata il 19 maggio 2021. Il Sileks Kratovo ha conquistato il trofeo per la terza volta nella sua storia, dopo ventiquattro anni dall'ultimo trionfo.

## Primo turno
Partecipano a questo turno 24 squadre: 8 provenienti dalla Prva liga e 16 dalla Vtora liga. Il sorteggio è stato effettuato il 15 settembre 2020.
| Squadra 1         | Risultato       | Squadra 2        |
| ----------------- | --------------- | ---------------- |
| 22 settembre 2020 |                 |                  |
| Vardari Forino    | 2 - 2 (6-7 dtr) | Vardar           |
| 23 settembre 2020 |                 |                  |
| Gostivar          | 5 - 0           | Tikveš Kavadarci |
| Makedonija G.P.   | 0 - 0 (5-4 dtr) | Pobeda           |
| Ohrid             | 0 - 4           | Renova           |
| Pelister          | 4 - 0           | Ljuboten Tetovo  |
| Rosoman 83        | 1 - 5           | Belasica         |
| Sasa              | 2 - 2 (3-1 dtr) | Borec            |
| Sileks Kratovo    | 3 - 0           | Teteks           |
| Sloga Vinica      | 1 - 2           | Shkupi           |
| Veleshta          | 1 - 2           | Kožuf            |
| Vëllazërimi 77    | 0 - 0 (3-4 dtr) | Rabotnički       |
| Kit-Go Pehčevo    | 2 - 1           | Skopje           |

## Ottavi di finale
A questo turno partecipano le 12 vincenti il primo turno e le semifinaliste dell'edizione precedente (Brera Strumica, Bregalnica Štip, Škendija e Struga).
| Squadra 1       | Risultato       | Squadra 2      |
| --------------- | --------------- | -------------- |
| 21 ottobre 2020 |                 |                |
| Brera Strumica  | 1 - 0           | Vardar         |
| Bregalnica Štip | 0 - 1           | Belasica       |
| Kožuf           | 1 - 3           | Sileks Kratovo |
| Makedonija G.P. | 6 - 0           | Sasa           |
| Renova          | 2 - 2 (6-5 dtr) | Pelister       |
| Škendija        | 1 - 0           | Gostivar       |
| Shkupi          | 5 - 0           | Kit-Go Pehčevo |
| Struga          | 0 - 0 (4-3 dtr) | Rabotnički     |

## Quarti di finale
| Squadra 1        | Risultato       | Squadra 2       |
| ---------------- | --------------- | --------------- |
| 25 novembre 2020 |                 |                 |
| Brera Strumica   | 2 - 1           | Shkupi          |
| Belasica         | 1 - 4           | Makedonija G.P. |
| Sileks Kratovo   | 0 - 0 (4-2 dtr) | Škendija        |
| Struga           | 1 - 0           | Renova          |

## Semifinali
| Squadra 1       | Risultato | Squadra 2      |
| --------------- | --------- | -------------- |
| 6 aprile 2021   |           |                |
| Makedonija G.P. | 1 - 3     | Brera Strumica |
| 7 aprile 2021   |           |                |
| Struga          | 0 - 1     | Sileks Kratovo |

## Finale
| Arbitro: | Aleksandar Stavrev |

|                                           |                      |                                             |
| Stoilov Iliev Markoski Dimoski Velinovski | Tiri di rigore 3 – 4 | Ivanovski Šterev Timovski Gorgiev Karcheski |